# Gare de Mennecy
La gare de Mennecy est une gare ferroviaire française de la ligne de Villeneuve-Saint-Georges à Montargis, située dans la commune de Mennecy (département de l'Essonne).
Ouverte en 1865 par la Compagnie des chemins de fer de Paris à Lyon et à la Méditerranée, c'est aujourd'hui une gare de la Société nationale des chemins de fer français (SNCF) desservie par les trains de la ligne D du RER. Elle se situe à une distance de 40,05 km de Paris-Gare-de-Lyon.

## Situation ferroviaire
La gare de Mennecy est établie au nord de la commune de Mennecy, le long de la rivière Essonne, à 52 mètres d'altitude, au point kilométrique 40,052 de la ligne de Villeneuve-Saint-Georges à Montargis.
Elle constitue le neuvième point d’arrêt de la ligne après la gare de Moulin-Galant et précède la gare de Ballancourt.

## Histoire

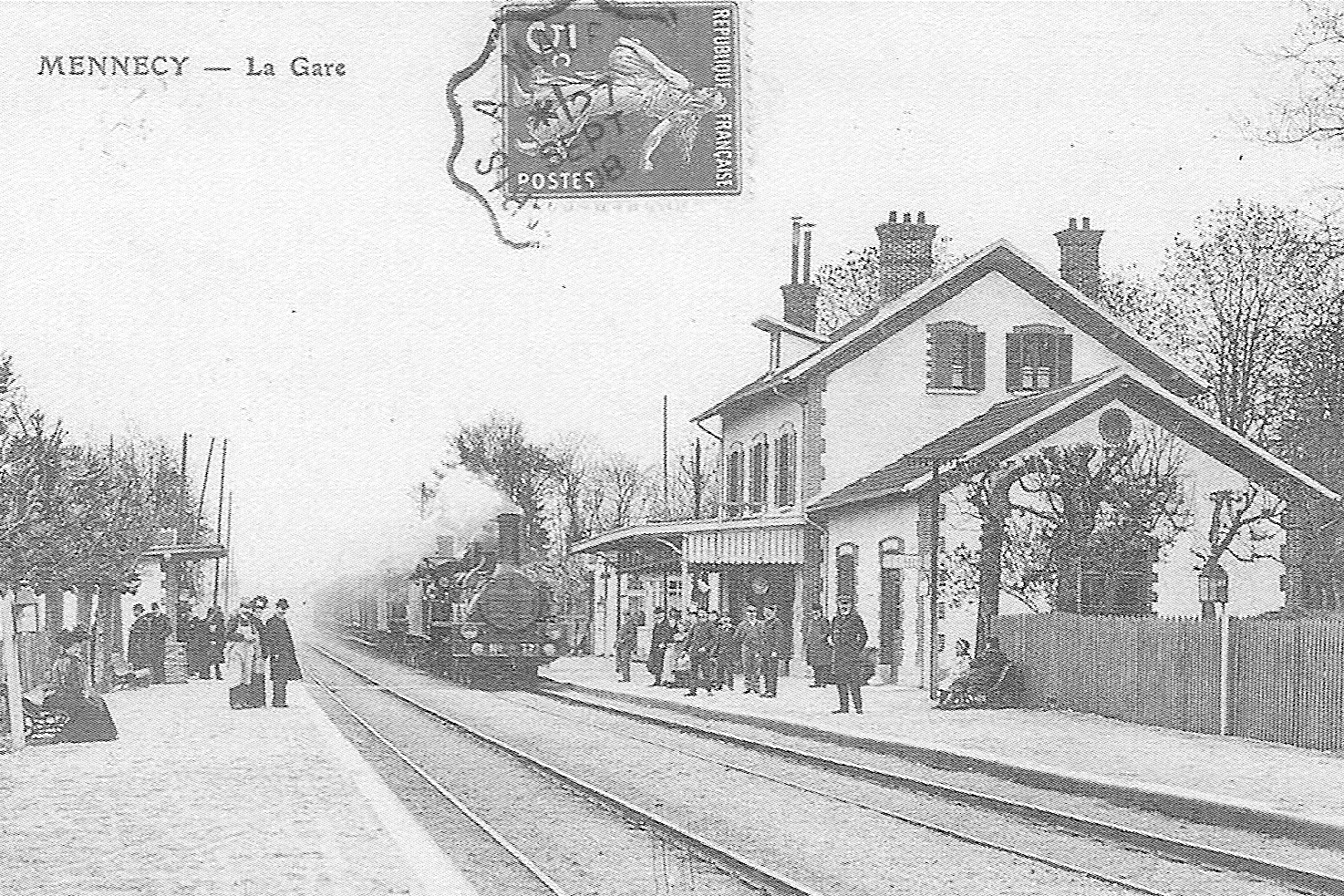
Vue de l'intérieur de la gare au début du XXe siècle.

La gare de Mennecy est mise en service par la Compagnie des chemins de fer de Paris à Lyon et à la Méditerranée (PLM), le 5 janvier 1865, lors de l’inauguration de la section de Corbeil à Maisse de la ligne de Villeneuve-Saint-Georges à Montargis.
En 2016, selon les estimations de la SNCF, la fréquentation annuelle de la gare est de 1 134 000 voyageurs.

## Services voyageurs

### Accueil
La gare de Mennecy dispose d'un bâtiment voyageurs. Un service commercial y est assuré en semaine de 6 h 10 à 13 h et de 13 h 30 à 20 h 30, de 8 h à 15 h les samedis, et de 10 h à 17 h les dimanches et jours fériés. En dehors des heures d'ouverture de la gare, un automate permet la délivrance de titres de transport pour toutes les gares du réseau Transilien.
Chaque quai de la gare est équipé d'un abri voyageurs. Un passage souterrain permet l'accès d'un quai à l'autre.
La gare dispose d'un parking situé sur le côté gauche du bâtiment voyageurs.

### Desserte
La gare est desservie par les trains de la ligne D du RER.

### Correspondances
La gare est desservie par les lignes 4307, 4308, 4309, 4318, 4327, 4329, 4330, 4331, par la ligne Soirée Mennecy du réseau de bus Essonne Sud Est et, en soirée, par la ligne 4251 du réseau de bus Évry Centre Essonne.

## Cinéma
En 1964, deux scènes du film Le Journal d'une femme de chambre de Luis Buñuel sont tournées sur les quais de cette gare renommée, dans le scénario, Saint-Aubain.
La gare de Mennecy sert de décor au film Deux Heures à tuer d'Ivan Govar. Dans le film, la gare a été renommée gare d'Auvernaux.

## Galerie de photographies

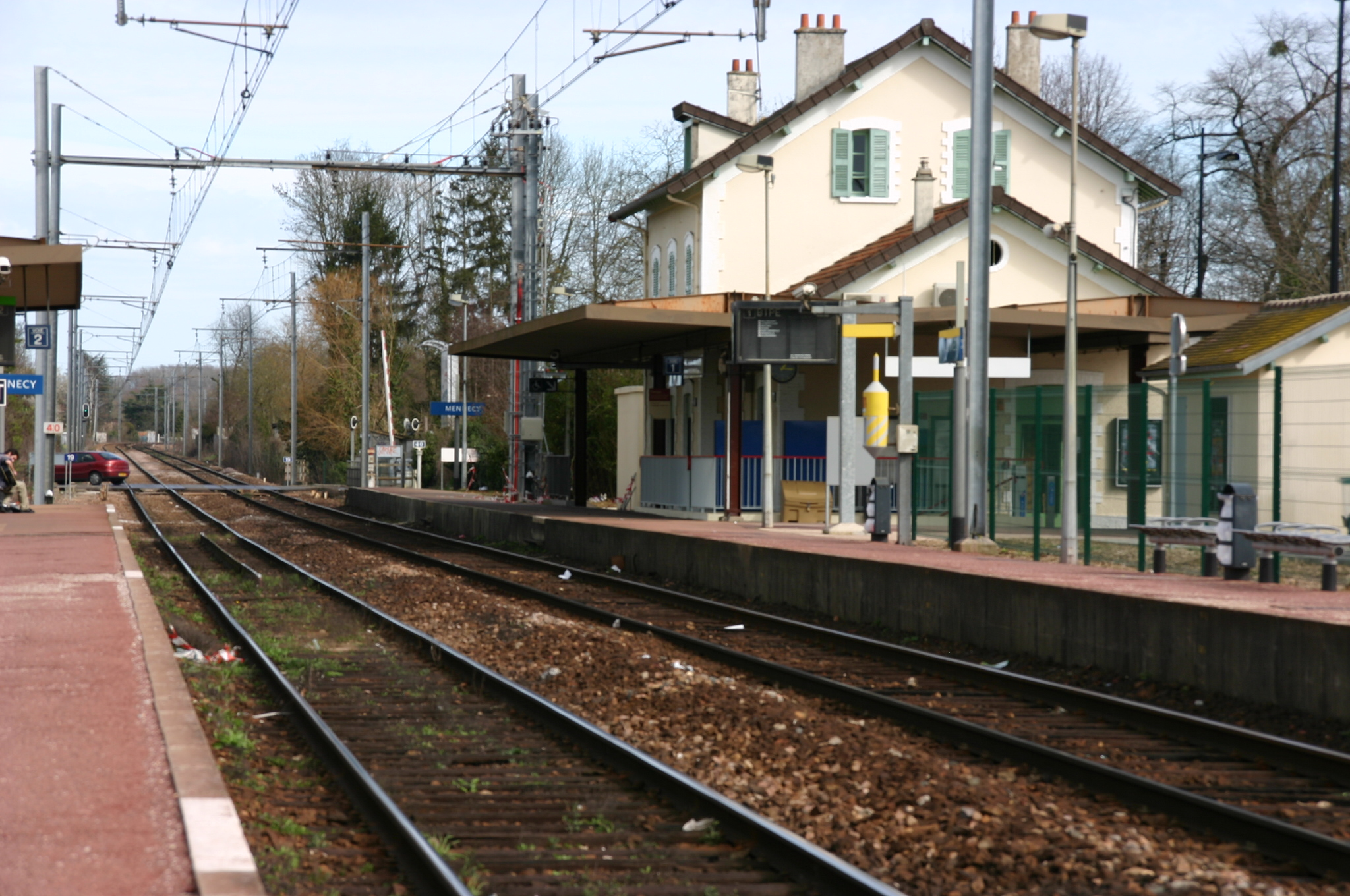
Le bâtiment voyageurs vu du quai de la voie 2.
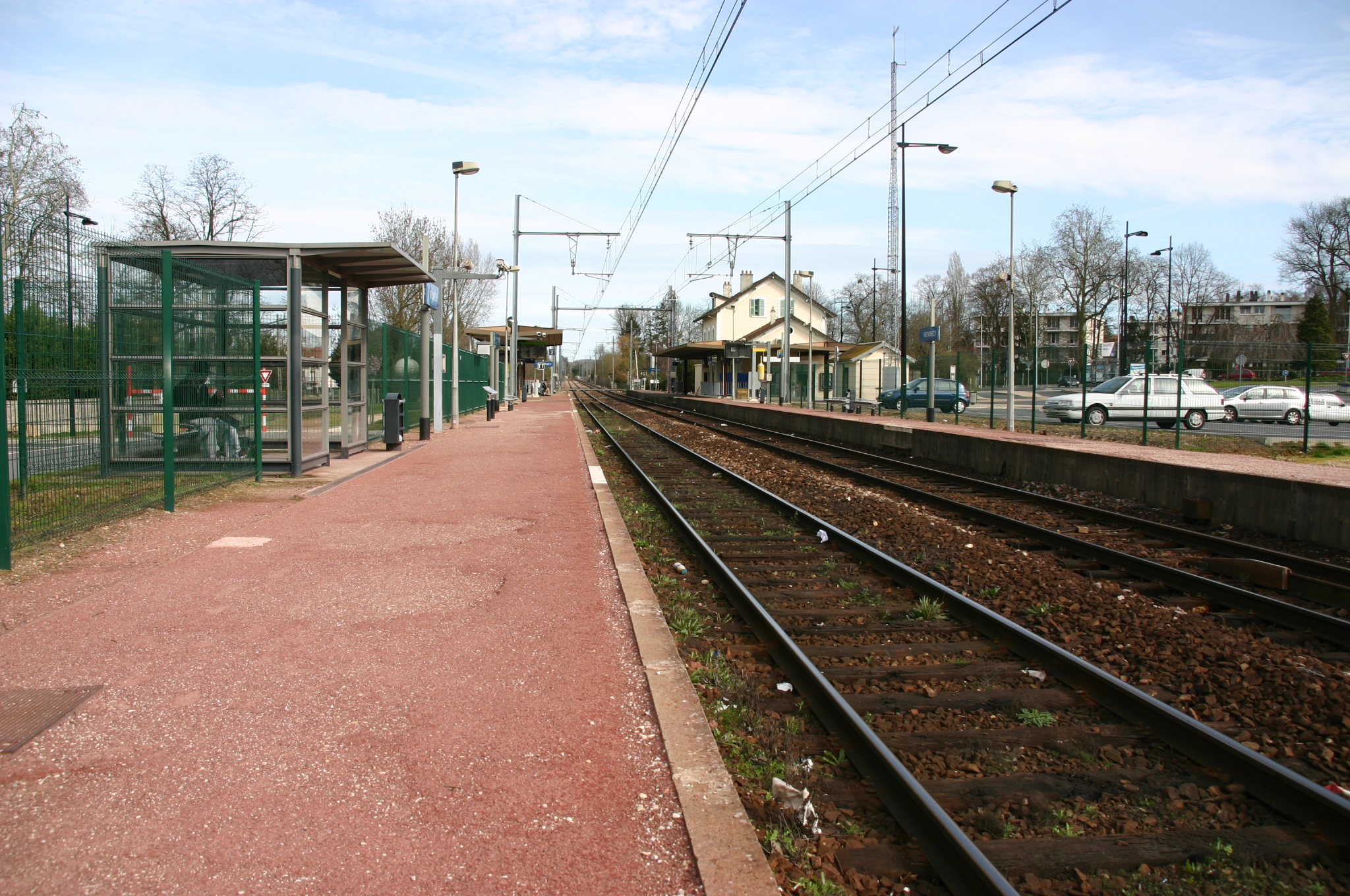
Les quais de la gare. Au 1er plan : la voie 2 en direction de Corbeil-Essonnes. Au second plan : la voie 1 en direction de Malesherbes.
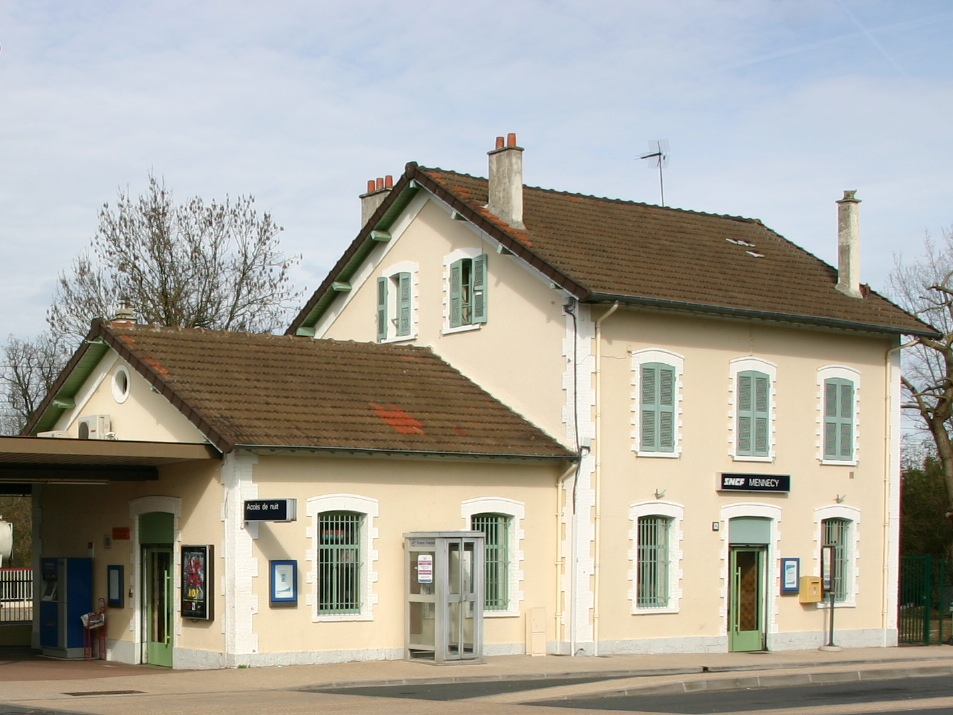
Le bâtiment historique de la gare, toujours en service.